# 三代目魚武濱田成夫
三代目魚武濱田成夫（さんだいめうおたけはまだしげお、1963年11月12日 - ）は、日本の詩人、芸術家、音楽家、俳優。兵庫県西宮市出身。1982年、京都市立銅駝美術工芸高等学校漆芸科卒。

## 人物
自分を讃える詩しか詠わないことをコンセプトにした詩人であり、全ての作品は自分の為に製作している。1988年、25歳の時に実家の寿司屋「魚武」の三代目魚武を襲名したことが名前の由来。それを機に1989年、自叙伝を出版しデビュー。映画『仁義なき戦い』が大好きで自身の作品には『仁義なき戦い』の影響を受けたものが多い。1998年、女優の大塚寧々と結婚し、男児をもうけるもその後2001年に離婚。長男の親権は大塚寧々にある。

## 作品リスト

### 詩集
- 『駅の名前を全部言えるようなガキにだけは死んでもなりたくない』（角川文庫・1992年）
- 『君が前の彼氏としたキスの回数なんて俺が3日でぬいてやるぜ』（角川文庫・1994年）
- 『世界が終わっても気にすんな俺の店はあいている』（角川文庫・1995年）
- 『俺には地球が止まってみえるぜ』（角川文庫・1996年）
- 『おまえがこの世に5人いたとしても5人ともこの俺様の女にしてみせる』（角川文庫・1998年）
- 『三代目魚武浜田成夫詩集 ベスト1982-1999』（メディアファクトリー・1999年）
- 『生きて百年ぐらいならうぬぼれつづけて生きたるぜ』（角川文庫・1999年）
- 『俺様は約束してない事を守ったりする』（角川文庫・2000年）
- 『こども用三代目魚武濱田成夫ZK』（学研・2002年）
- 『二万千百九十一俺』（メディアート出版・2004年）
- 『1分後の未来よもうすぐ俺が行くで道あけとけ』（学研・2007年）
- 『たとえ空がどすぐもりでもええようにいつも自分で晴れとけ空にたよるな空は空』（サンクチュアリ・パブリッシング・2011年）
- 『俺は君の乳首を世界一やさしく噛むために東京へきた』（サンクチュアリ・パブリッシング・2011年）
- 『俺は今日も好きなように生きてみる。』（A-Works・2016年）

### 写真詩集
- 『虎と花』（求龍堂・1996年）
- 『俺の靴は船になった』（双葉社・2002年）

### 作品集
- 『SINGLE CUT』（ビブロス・1996年・書作品集）
- 『詩人三代目魚武濱田成夫の形見』（G.B.・2005年）

### 絵本
- 『こころのなかのビルのお話』（メディアファクトリー・2000年）
- 『いのちのえんそうのお話』（メディアファクトリー・2000年）
- 『うみとおれのお話』（メディアファクトリー・2000年）
- 『三代目魚武濱田成夫の絵本』（角川文庫・2005年）

### 自叙伝・エッセイなど
- 『三代目魚武浜田成夫 ―前代未聞の途中の自叙伝―』（情報センター出版局・1989年）
  - 『三代目魚武濱田成夫伝』（KKベストセラーズ・1995年・漫画・作画ナカタニD.）
- 『自由になあれ』（角川文庫・1993年）
- 『俺は、虎とロケットと君が好きだ。』（東京書籍・1994年・小説）幻冬舎文庫、1997年
- 『東京住所不定』（ぴあ・1994年）『東京住所不定〈完全版〉』角川文庫・1996年
- 『三代目魚武浜田成夫語録』（幻冬舎・1995年）文庫、1997年
- 『俺は男としてかっこええ事においての偉人だ。』（講談社・1995年）文庫、1997年
- 『人生よ あなたは まるでこの俺様の子分。』（講談社・2000年）角川文庫、2005年
- 『俺の偉人達』（ぴあ・2001年・対談本）
- 『日本住所不定First Season』（NORTH VILLAGE・2008年）

### 音楽作品
詩の朗読・アルバム
- 詩人三代目魚武濱田成夫【NAKED】（EMIミュージック・ジャパン・2007年）
- 詩人三代目魚武濱田成夫【ANTHEMS】（EMIミュージック・ジャパン・2007年）
- 詩人三代目魚武濱田成夫（EMIミュージック・ジャパン・2007年・2枚組BOX SET）

アルバム
- 三代目魚武濱田成夫 （ポニーキャニオン・1996年）
- 続・三代目魚武濱田成夫（ポニーキャニオン・1997年）
- 歌・三代目魚武濱田成夫 （ポニーキャニオン・1998年）
- Anthology 三代目魚武濱田成夫・歌ベスト（ポニーキャニオン・2005年）

シングル
- アルバイト（ポニーキャニオン・1998年・シングル）
- 花束（ポニーキャニオン・1998年・ピンカちゃんのテーマ・シングル）

参加作品
- Q:Are we ANARCHIST?（ビクターエンタテインメント・1999年・トリビュートアルバム）
- RESPECT THE STONES（GENEON・2006年・オムニバスアルバム）
- Shout at YUMING ROCKS（EMIミュージック・ジャパン・2009年・トリビュートアルバム）

### 映像作品
詩の朗読DVD
- 三代目魚武濱田成夫 POETRY READING LIVE BOOTLEG（詩の朗読 公式海賊盤）［初回生産限定盤・通常盤DVD］（ポニーキャニオン・2006年）

## 出演

### バラエティ
- 星期六我家的電視・三宅裕司の天下御免ね!（TBS、音楽パフォーマンス部門）
- 新しい波（1993年3月5日 フジテレビ）
- BSマンガ夜話『覚悟のススメ』（1999年7月16日 NHK BS2） - ゲスト出演

### 舞台
- 夜会VOL.13 24時着 0時発（2004年1月3日 - 28日、Bunkamuraシアターコクーン、全20公演）

### ドラマ
- SP（2007年11月3日～2008年1月26日、フジテレビ）第1話、8話～10話、ゲスト・大男役

### 映画
- 曲がれ!スプーン（2009年）

## 関連作品
- グラップラー刃牙 - 288話に自ら考案した新コブラツイスト、一本足4の字固め、新卍固め等が採用され技術提供として名前が掲載されている[2][3]。